# 阿沃泽
阿沃泽（法語：Avezé，法語發音：[avze]）是法国萨尔特省的一个市镇，属于马梅尔斯区。

## 地理
阿沃泽（48°13'38"N, 0°40'38"E）面积20.81 平方千米，位于法国卢瓦尔河地区大区萨尔特省，该省份为法国西北部内陆省份，北起顺时针与奥恩省、厄尔-卢瓦省、卢瓦-谢尔省、安德尔-卢瓦尔省、曼恩-卢瓦尔省和马耶讷省接壤，是法国大西部的入口，连接卢瓦尔河谷、布列塔尼和巴黎盆地。
与阿沃泽接壤的市镇（或旧市镇、城区）包括：梅姆河畔苏维涅、库德尔河畔圣日耳曼、瑟通、瓦勒欧佩什、谢雷欧。

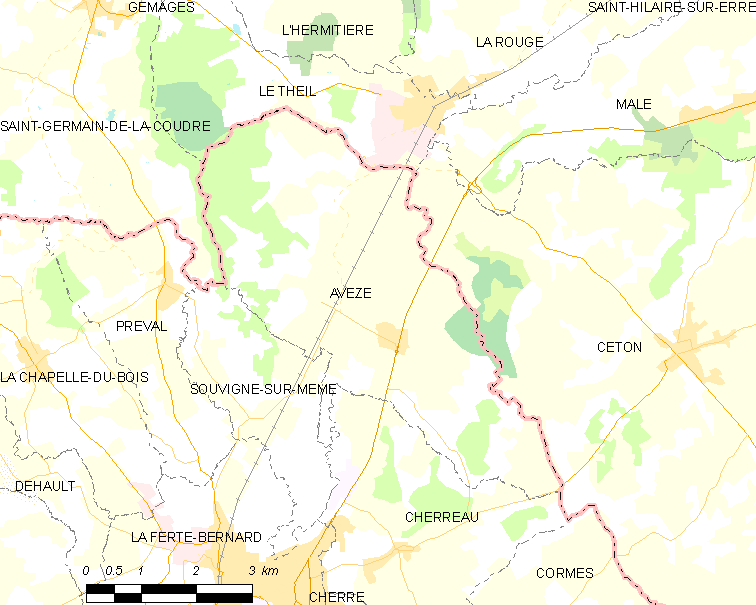
阿沃泽的OSM定位图

阿沃泽的时区为UTC+01:00、UTC+02:00（夏令时）。

## 行政
阿沃泽的邮政编码为72400，INSEE市镇编码为72020。

## 政治
阿沃泽所属的省级选区为贝尔纳堡县。

## 人口

1962-2008年间阿沃泽人口变化图示

阿沃泽于2022年1月1日时的人口数量为692人。